# 田远
田远，中国人民解放军大校，现任常州军分区大校政治委员。
田远曾担任上海警备区政治工作局主任（大校衔），同时兼任上海市国防教育办公室主任。2022年，调任常州军分区政治委员。同年12月19日，被补选为常州市第十七届人大代表。